# Ливанов, Александр Карпович
Алекса́ндр Ка́рпович Лива́нов (20 августа 1920, село Калюс Хмельницкая область, Украинская ССР, СССР — 11 августа 1990, Москва, СССР) — советский поэт, прозаик, член Союза писателей СССР, фронтовик. Известен также как редактор-составитель альманаха-ежегодника «Эврика», выпускавшегося издательством «Молодая гвардия». Работал редактором массового научно-популярного журнала «Сельская новь», созданного на базе производственного журнала «Колхозно-совхозное производство». Журнал «Сельская новь» входил в состав издательства «Колос».

## Биография
Родился в 1920 году в селе Калюс Новоушицкого р-на Хмельницкой области (Украина). В раннем возрасте, после смерти матери, попал в детский дом.
В 1938 году был призван на службу в Советскую армию. Служил в авиации в Монголии, осуществлял боевые вылеты, проводил воздушные бои с японскими агрессорами. Закончил войну в звании старшего лейтенанта. Награждён «Орденом Отечественной войны I степени».
Член КПСС с 1952 года.
В 1954 году окончил Литературный институт им. А.М. Горького.
В 1960-е годы работал редактором-составителем альманаха-ежегодника «Эврика», выпускавшегося издательством «Молодая гвардия».
Член Союза писателей СССР с 1976 года.

## Семья
Жена — Маргарита Андреевна Белякова (1933—2009), художник-модельер Общесоюзного Дома Моделей на Кузнецком Мосту. В браке с Маргаритой Беляковой родилась дочь — Надежда Александровна Белякова (род. 1956), художник-иллюстратор, писатель, сценарист, член Союза писателей России, член Союза художников России.

### Составитель
- "Эврика". [Очерки по различным отраслям знаний] / сост. Иванов Н., Ливанов А. К., Федченко В. А. — М.: Молодая гвардия, 1964. — 280 с. — 50 000 экз.
- Эврика-65. [Сборник-ежегодник] / сост. Лазарев Н. А., Ливанов А. К. — М.: Молодая гвардия, 1965. — 358 с. — 50 000 экз.
- Эврика-66. [Сборник-ежегодник] / сост. Лазарев Н. А., Ливанов А. К. — М.: Молодая гвардия, 1966. — 360 с. — 100 000 экз.
- Эврика-67. [Сборник-ежегодник] / сост. Лазарев Н. А., Ливанов А. К., Федченко В. А. — М.: Молодая гвардия, 1967. — 400 с. — 100 000 экз.
- Эврика-68. [Сборник-ежегодник] / сост. Лазарев Н. А., Ливанов А. К., Федченко В. А. — М.: Молодая гвардия, 1968. — 400 с. — 100 000 экз.

### Переводы
- Давыдов-Анатри В. И. Мои друзья: Стихи : [Для дошкольного и младш. школьного возраста] / [Авториз. пер. с чуваш. А. Ливанова]; [Рис. Л. Осинского]. — Чебоксары: Чувашгосиздат, 1958. — 120 с.
- Сейтхазин Саттар. Первые шаги: Стихи / [Пер. с каз. А. Ливанова]. — Алма-Ата: Казгослитиздат, 1959. — 100 с.
- Давыдов-Анатри В. И. Звенят родники: Стихи, песни и поэма : [Авториз. пер. с чуваш. А. Ливанова и др.] / Василий Давыдов-Анатри; [Худож. В. Д. Немцев]. — Чебоксары: Чуваш. кн. изд-во, 1976. — 96 с.

### Произведения

#### Техническая литература
- Ливанов А. К. Приборы газопроводов: Контрольно-измерит. и автоматически регулирующие. — М.: М-ва коммун. хозяйства РСФСР, 1952. — 228 с.
- Ливанов А. К. Автоматика газовых магистралей. — М.: Знание, 1966. — 48 с.

#### Художественная литература
- Ливанов А. К. Листопад: Сб. стихотворений. — М., 1964.
- Ливанов А. К. Годы: Стихи. — М.: Моск. рабочий, 1970. — 39 с.
- Ливанов А. К. Дружные ребята: [Стихи] : [Для мл. школьного возраста] / А. К. Ливанов, В. И. Давыдов-Анатри [Ил.: А. Лурье]. — М.: Малыш, 1973. — 19 с.
- Ливанов А. К. Ожидание: Стихи. — М.: Сов. писатель, 1975. — С. 103.
- Ливанов А. К. Начало времени: Лирич. повесть / Александр Ливанов. — М.: Современник, 1976. — 221 с.
- Ливанов А. К. За журавлиным кликом: Лирика / Александр Ливанов [Худож. Н. Белякова]. — М.: Мол. гвардия, 1980. — 95 с.
- Ливанов А. К. Солнце на полдень: Лирич. повесть / Александр Ливанов [Худож. Н. Белякова]. — М.: Сов. писатель, 1984. — 416 с.
- Ливанов А. К. Солнце на полдень: Лирич. повесть / Александр Ливанов. — М.: Современник, 1985. — 382 с.
- Ливанов А. К. Стремнина: [о мастере Сокольнического вагоноремонтно-строительного завода Б. В. Жарове] / А. К. Ливанов. — М.: Политиздат, 1985. — 127 с.
- Ливанов А. К. Песнь времени: Стихи / Александр Ливанов [Худож. Н. Белякова]. — М.: Мол. гвардия, 1986. — 127 с.
- Ливанов А. К. Признательность: Стихи / Александр Ливанов. — М.: Современник, 1989. — 91 с.
- Ливанов А. К. Притча о встречном: Рассказы, воспоминания, эссе / Александр Ливанов [Худож. Н. А. Белякова]. — М.: Сов. писатель, 1989. — 446 с. — ISBN 5-265-00580-3.
- Ливанов А. К. Начало времени / Александр Ливанов [Худож. Н. Белякова]. — М.: ЛитРес: Самиздат, 2021. — 280 с. — ISBN 978-5-532-93939-4.
- Ливанов А. К. Солнце на полдень / Александр Ливанов [Худож. Н. Белякова]. — М.: ЛитРес: Самиздат, 2021. — 530 с. — ISBN 978-5-532-94255-4.

### Издано посмертно
- Ливанов А. К. Мой конь розовый: Сборник философских рассказов и эссе / сост. Белякова Н.А. [Худож. Н. Белякова]. — М.: ЛитРес: Самиздат, 2021. — 610 с.
- Ливанов А. К. Нежелание славы: Сборник философских эссе / сост. Белякова Н.А. [Худож. Н. Белякова]. — М.: ЛитРес: Самиздат, 2022. — 650 с.
- Ливанов А. К. Доверие сомнениям: Сборник философских эссе / сост. Белякова Н.А. [Худож. Н. Белякова]. — М.: ЛитРес: Самиздат, 2022. — 650 с.
- Ливанов А. К. Ледоход: Сборник рассказов / сост. Белякова Н.А. [Худож. Н. Белякова]. — М.: ЛитРес: Самиздат, 2024. — 320 с.
- Ливанов А. К. У быстро текущей реки: Сборник рассказов / сост. Белякова Н.А. [Худож. Н. Белякова]. — М.: ЛитРес: Самиздат, 2024. — 551 с.